# Высокий (Долбёнкинское сельское поселение)
Высо́кий — посёлок в Дмитровском районе Орловской области. Входит в состав Долбёнкинского сельского поселения.

## География
Расположен в 16 км к юго-востоку от Дмитровска. Высота над уровнем моря 219 м. Ближайший населённый пункт — посёлок Озёрки. К западу от посёлка расположено урочище Сухая Хотынь.

## Этимология
Получил названия из-за расположения на возвышенной местности. В Списке населённых мест 1926 года указано второе название посёлка — Хвощеньчин.

## История
В 1926 году в посёлке было 15 дворов, проживал 91 человек (41 мужчина и 50 женщин). В то время посёлок входил в состав Долбенкинского сельсовета Долбенкинской волости Дмитровского уезда. В 1937 году в Высоком было 20 дворов. Во время Великой Отечественной войны, с октября 1941 года по август 1943 года, находился в зоне немецкой оккупации. Неудачная попытка освободить посёлок была предпринята 11 марта 1943 года. По состоянию на 1945 год в посёлке действовал колхоз имени Тельмана.

## Население
| 1926 | 2002 | 2010 |
| ---- | ---- | ---- |
| 91   | ↘1   | →1   |